# Церква Святого Миколая (Белиця)
Церква Святого Миколая (також Святого Іллі) — сільська церква в поречському селі Белиця, Македонія.
Церква розташована в районі Долна Белиця, поблизу впадіння річки Белешницька-Река в річку Треска, а також македонської регіональної дороги Брод-Кула-Скоп'є.

## Галерея

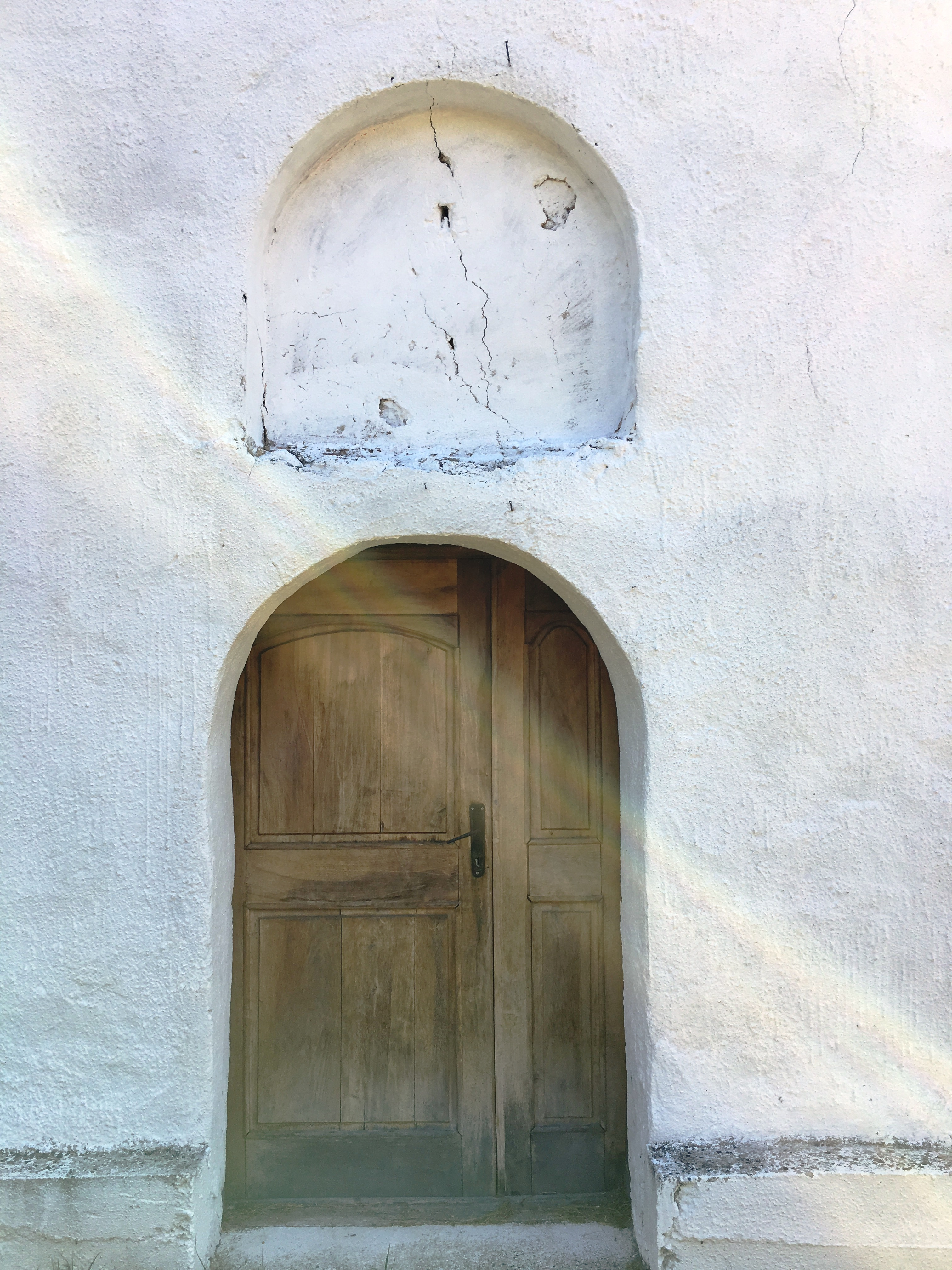
Вхідні двері церкви
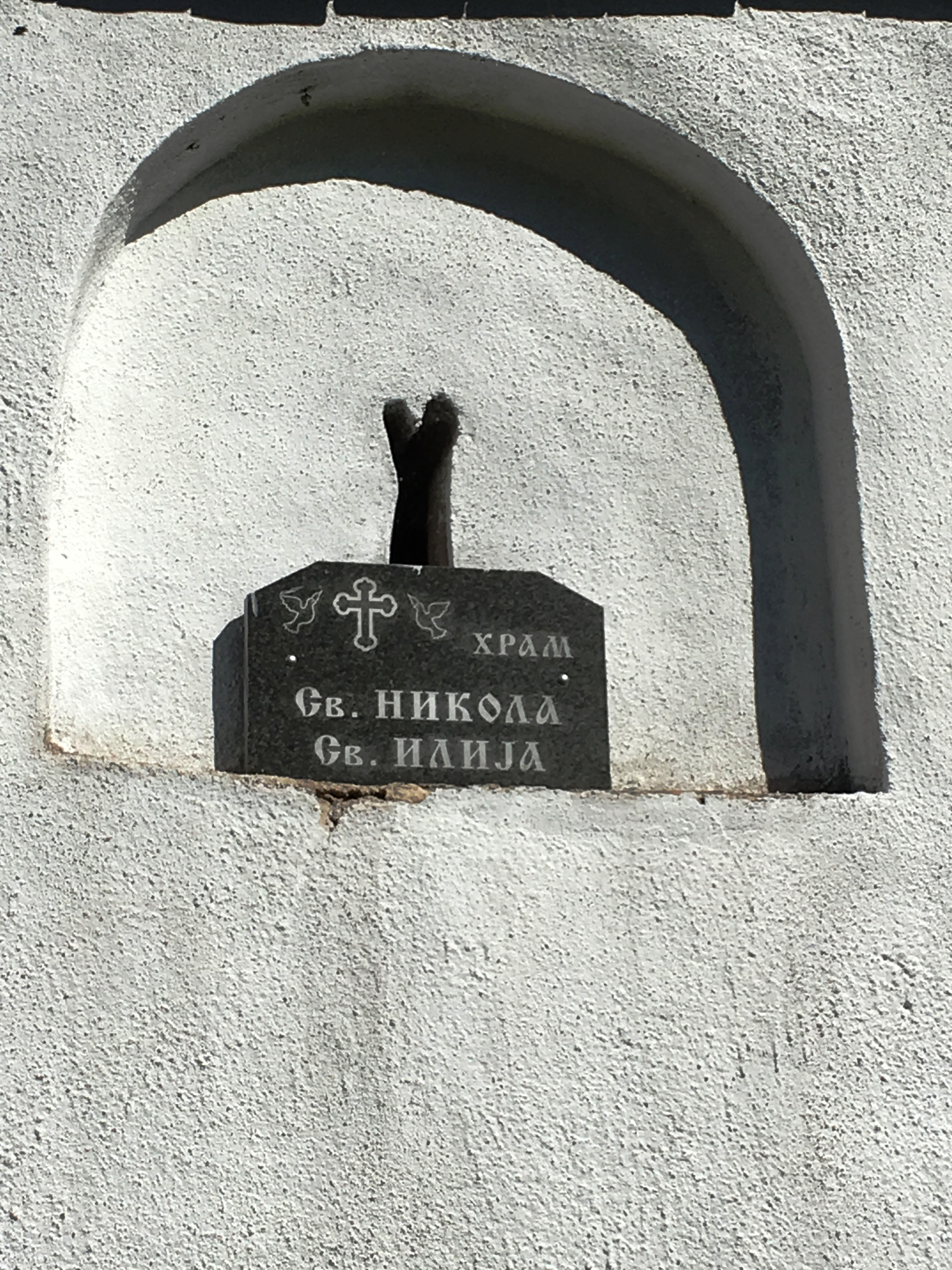
Плита з назвами церкви
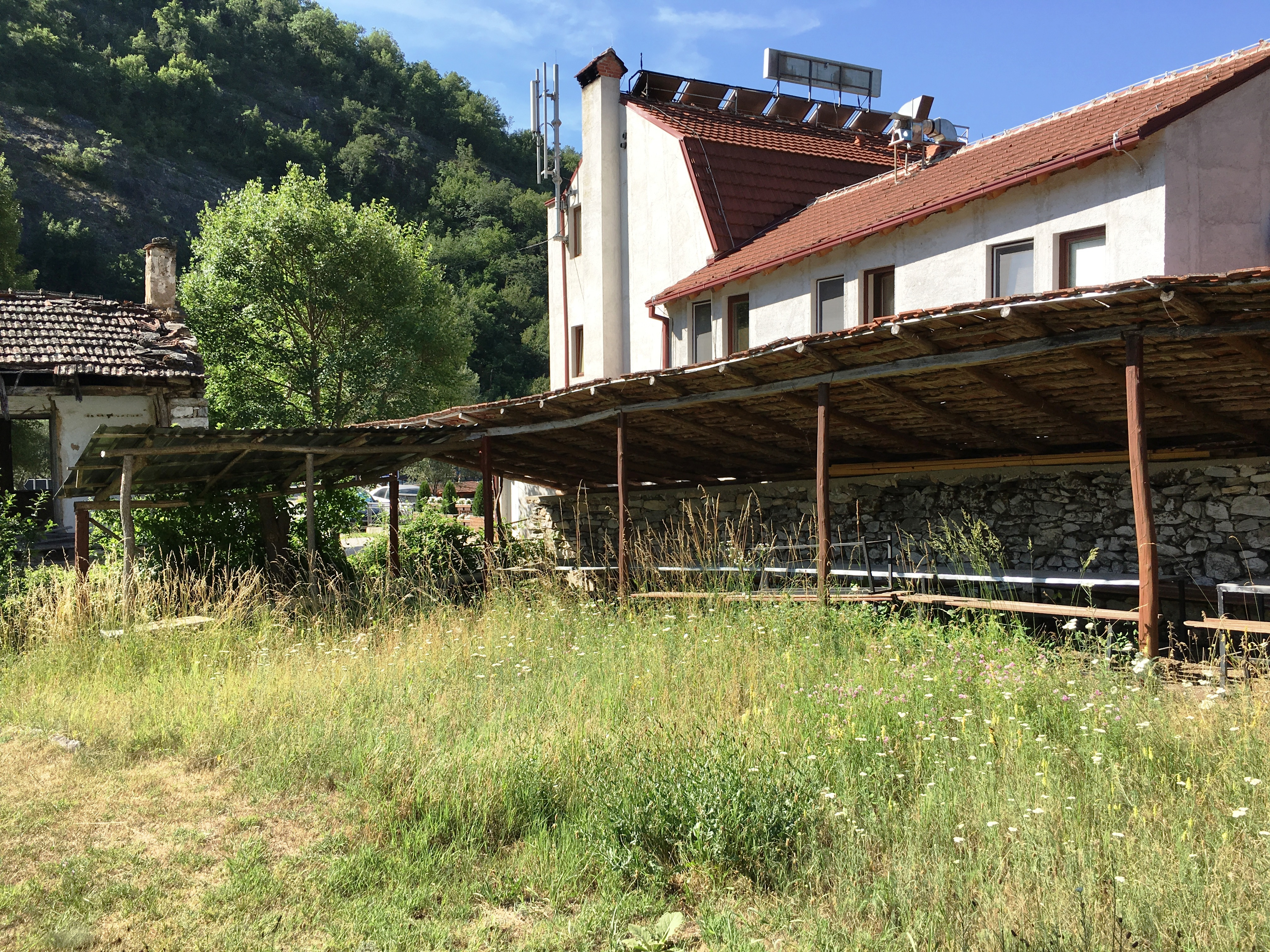
Трапезна в церкві
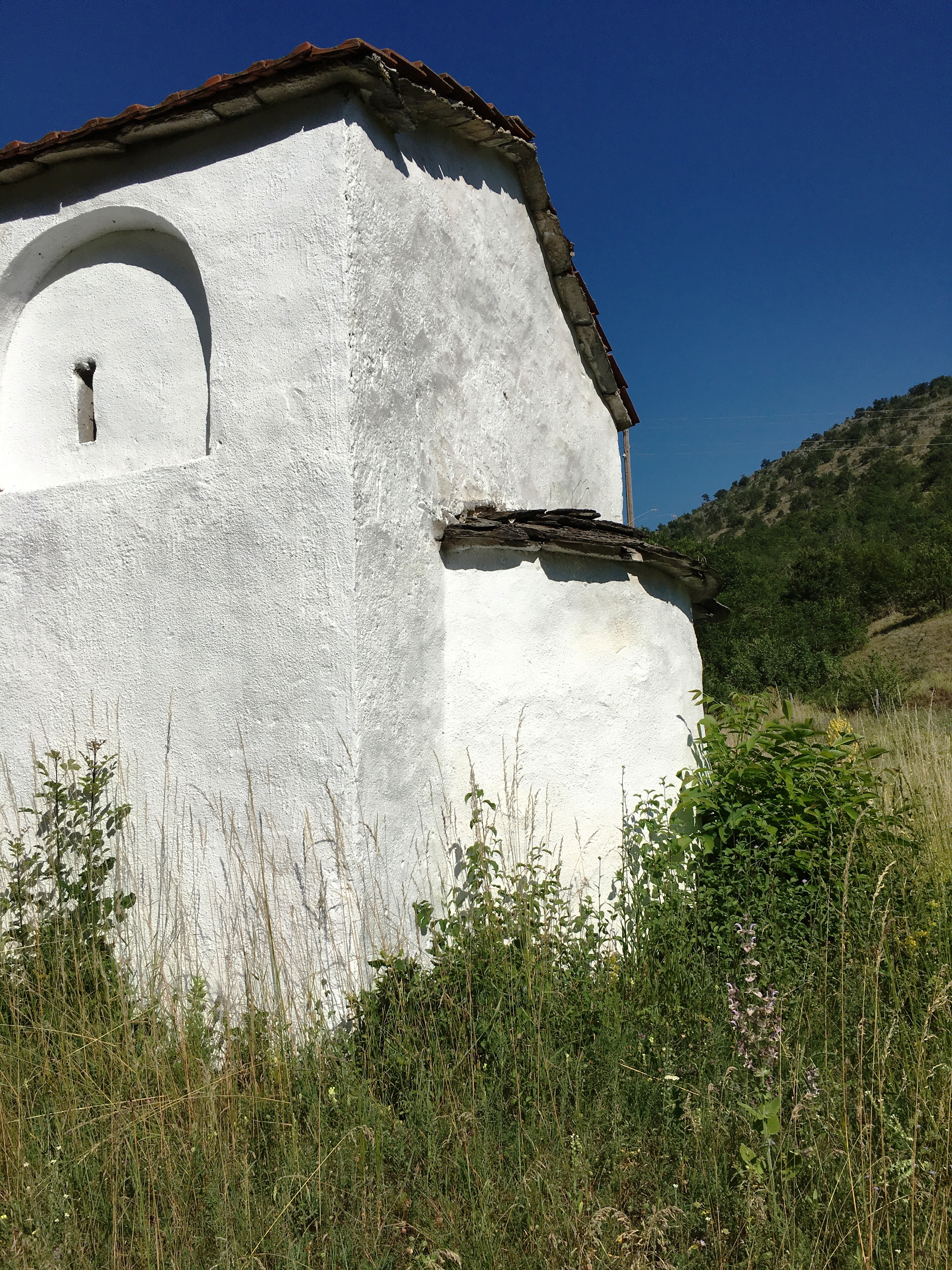
Апсида церкви